# Ноай (Тарн)
Ноа́й (фр. Noailles, окс. Noalhas) — коммуна во Франции, находится в регионе Юг — Пиренеи. Департамент — Тарн. Входит в состав кантона Кармо-2 Валле-дю-Серу. Округ коммуны — Альби.
Код INSEE коммуны — 81197.

## География

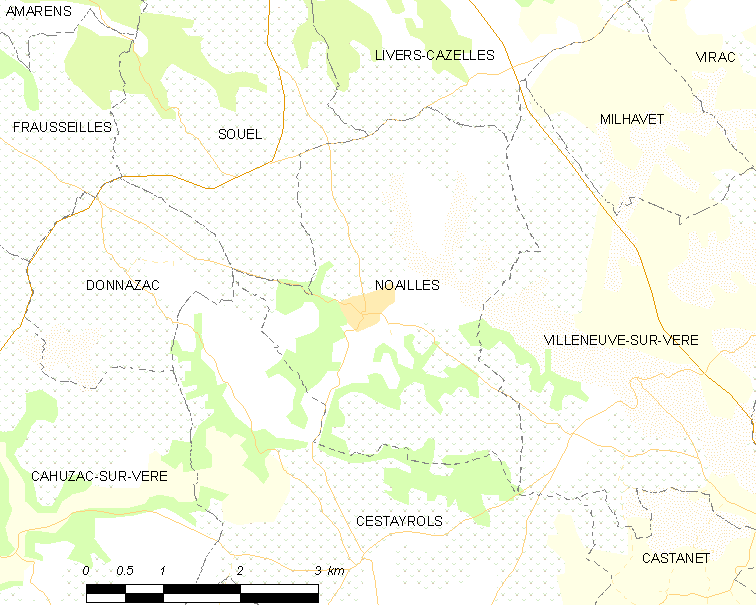
Карта коммуны

Коммуна расположена приблизительно в 540 км к югу от Парижа, в 65 км северо-восточнее Тулузы, в 16 км к северо-западу от Альби.

## Климат
Климат умеренно-океанический. Зима мягкая и дождливая, лето жаркое с частыми грозами. Ветры довольно редки.

## Население
Население коммуны на 2010 год составляло 206 человек.
| 1962 | 1968 | 1975 | 1982 | 1990 | 1999 | 2010 |
| ---- | ---- | ---- | ---- | ---- | ---- | ---- |
| 244  | 222  | 192  | 188  | 179  | 166  | 206  |

## Администрация
| Период | Период | Фамилия       | Партия | Примечания |
| ------ | ------ | ------------- | ------ | ---------- |
| 1977   | 2008   | Жерар Рюффель |        |            |
| 2008   | 2014   | Жозьян Лавиль |        |            |
| 2014   | 2020   | Серж Рукет    |        |            |

## Экономика
В 2007 году среди 113 человек в трудоспособном возрасте (15—64 лет) 83 были экономически активными, 30 — неактивными (показатель активности — 73,5 %, в 1999 году было 68,8 %). Из 83 активных работали 77 человек (42 мужчины и 35 женщин), безработных было 6 (3 мужчин и 3 женщины). Среди 30 неактивных 11 человек были учениками или студентами, 12 — пенсионерами, 7 были неактивными по другим причинам.

## Достопримечательности
- Церковь Свв. Петра и Павла (XVI век). Исторический памятник с 1970 года.[4]